# Постовой Вадим Володимирович
Вадим Володимирович Постовой (нар. 30 серпня 1967, Баранівка, Житомирська область, УРСР) — радянський та український футболіст, захисник та півзахисник.

## Клубна кар'єра

### Радянський період
Народився в смт Баранівка Житомирської області. Футболом розпочав займатися в ДЮСШ житомирського «Спартака». Згодом переїхав до Києва, де вступив до РСШІ (тренер — В. Кияченко). Навчався до 1983 року, а вже наступного року розпочав дорослу кар'єру в дублі київського «Динамо». Проте через високий рівень конкуренції в дублюючому складі зіграв лише 1 матч. По ходу сезону 1984 року в пошуках ігрової практики перебрався до колективу Другої ліги СРСР «Нива» (Бережани), який наступного року переїхав до Тернополя. У команді відіграв два неповні сезони, за цей час у Другій радянській лізі провів 44 поєдинки. У 1985 році намагався закріпитися в дніпропетровському «Дніпрі», але й тут через величезну конкуренцію навіть в дублюючому складі зіграв лише 1 поєдинок. Після цього призваний на військову службу, яку проходив у львівських футбольних командах ЛВВПУ (1986) та «Зірка» (1987). Після звільнення з військової служби приєднався до «Десни». У футболці чернігівського клубу провів три сезони, за цей час у Другій та Другій нижчій лігах СРСР зіграв 107 матчів, в яких відзначився 11-ма голами. В останньому розіграші Другої нижчої ліги СРСР захищав кольори бузьких «Карпат» (40 матчів, 2 голи).

### Стрийська «Скала» та виступи в аматорських колективах
У 1992 році разом з іншими гравцями «Карпат» переїхав до «Скали». У футболці стрийського клубу дебютував 16 лютого 1992 року в переможному (1:0) домашньому поєдинку 1/32 фіналу кубку України проти вінницької «Ниви». Вадим вийшов на поле в стартовому складі та відіграв увесь матч. У Першій лізі України дебютував за «Скалу» 17 березня 1992 року в нічийному (0:0) домашньому поєдинку 2-го туру підгрупи 2 проти ужгородського «Закарпаття». Постовой вийшов на поле в стартовому складі та відіграв увесь матч. Першим голом в українських футбольних змаганнях відзначився 20 березня 1992 року на 42-ій хвилині програного (1:2) виїзного поєдинку 3-го туру підгрупи 2 проти білоцерківської «Росі». Вадим вийшов на поле в стартовому складі та відіграв увесь матч. У складі стрийського клубу відіграв увесь сезон 1992 року, за цей час у Першій лізі зіграв 13 матчів (3 голи), ще 4 поєдинки провів у кубку України.
Сезон 1992/93 років розпочав в аматорському чернігівському клубі «Текстильник», у футболці якого відзначився 2-ма голами. Наступний календарний рік провів у баранівському «Кераміку», у тому числі зіграв 6 матчів в аматорському чемпіонаті України.

### «Дніпро» (Черкаси) та «Поліграфтехніка»
Під час зимової перерви сезону 1993/94 років підсилив «Дніпро». Дебютував у футболці черкаського клубу 24 вересня 1993 року в переможному (2:0) виїзному поєдинку 9-го туру Першої ліги проти сумського СБТС. Вадим вийшов на поле в стартовому складі та відіграв увесь матч. Дебютним голом у футболці «дніпрян» відзначився 12 жовтня 1993 року на 60-ій хвилині переможного (2:0) виїзного поєдинку 13-го туру Першої ліги проти полтавської «Ворскли». Постовой вийшов на поле в стартовому складі та відіграв увесь матч. За два сезони, проведені в черкаському клубі, зіграв 57 матчів (11 голів) у Першій лізі та 1 поєдинок у кубку України.
Напередодні старту сезону 1995/96 років перебрався до «Поліграфтехніки». У футболці олександрійського клубу дебютував 7 серпня 1995 року в переможному (2:1) домашньому поєдинку 2-го туру Першої ліги проти хмельницького «Темп-АДВІСу». Вадим вийшов на поле в стартовому складі та відіграв увесь матч. Першим голом у складі «поліграфів» відзначився 12 серпня 1995 року на 28-ій хвилині переможного (3:0) виїзного поєдинку 3-го туру Першої ліги проти черкаського «Дніпра». Постовой вийшов на поле в стартовому складі та відіграв увесь матч. У першій частині сезону у складі олександрійців зіграв 15 матчів (2 голи) в Першій лізі та 1 поєдинок у кубку України, після зимової перерви 1995/96 — на футбольне поле не виходив.

### «Прикарпаття» та «Папірник»
Влітку 1996 року перейшов у «Прикарпаття». У футболці франківського клубу дебютував 20 липня 1996 року в програному (0:2) домашньому поєдинку 1-го туру Вищої ліги проти полтавської «Ворскли». Вадим вийшов на поле на 63-ій хвилині, замінивши Василя Федоріва. Цей матч виявився єдиним для Постового у футболці «Прикарпаття».
У серпні того ж року перейшов до «Папірника». Дебютував у футболці малинського клубу 28 серпня 1996 року в програному (0:1) домашньому матчі 1/64 фіналу кубку України проти рівненського «Вереса». Постовой вийшов на поле в стартовому складі та відіграв увесь матч, а на 89-ій хвилині не реалізував пенальті. У Другій лізі України дебютував за «Папірник» 1 вересня 1996 року в переможному (5:2) домашньому поєдинку 4-го туру групи А проти комарненського «Газовика». Вадим вийшов на поле в стартовому складі та відіграв увесь матч. Восени 1996 року зіграв за малинський клуб 12 матчів у Другій лізі України та 1 поєдинок у кубку України (влітку 1996 року).

### Вояж до Білорусі та повернення до України
У 1997 році виїхав до сусідньої Білорусі, де уклав договір з клубом місцевої Вищої ліги «Торпедо» (Мінськ). Закріпитися у стані «торпедівців» українцю не вдалося, зіграв 2 матчі в еліті білоруського футболу, після чого відправився в оренду до «Шахтаря». Однак і в складі солігорських «гірників» також не отримав ігрової практики, зіграв 1 матч у Вищій лізі Білорусі.
Наступного року повернувся до України, де знову став гравцем «Папірника». Дебютував за малинський клуб після свого повернення 1 квітня 1998 року в програному (0:3) виїзному поєдинку 18-го туру групи Б Другої ліги України проти бориспільського «Борисфена». Постовой вийшов на поле в стартовому складі, а на 61-ій хвилині його замінив Володимир Гошовець. У квітні 1998 року відіграв за «Папірник» 5 матчів у Другій лізі України, після чого став гравцем аматорського клубу «Чексіл» (Чернігів). Наступного сезону грав здебільшого за футзальний клуб «Фортуна-Чексіл» (відзначився 7-ма голами у 8-ми матчах).

### «Десна» (Чернігів) та завершення кар'єри гравця
Навесні 2000 року, після тривалої паузи, повернувся до «Десни». Дебютував у футболці чернігівського клубу 15 квітня 2000 року в переможному (2:0) домашньому поєдинку 16-го туру групи В Другої ліги проти ровеньківського «Авангарду». Вадим вийшов на поле в стартовому складі та відіграв увесь матч. Дебютним голом за «Десну» відзначився 12 червня 2000 року на 55-ій хвилині переможного (5:1) домашнього поєдинку 25-го туру групи В Другої ліги проти кременчуцького «Кременя». Постовой вийшов на поле в стартовому складі та відіграв увесь матч. Виступав за команду протягом півтора сезони, за цей час у Другій лізі України зіграв 30 матчів (5 голів), ще 2 поєдинки провів у кубку України. У сезоні 2001/02 років також перебував у заявці «Десни» (Чернігів), але виступав в обласному чемпіонаті за чернігівську «Енергію» (6 матчів, 3 голи). У 2004 році зіграв 2 матчі в аматорському чемпіонаті України за «Мену», після чого завершив кар'єру гравця.

## Кар'єра тренера
у 2006 році очолив ФК «Чернігів». На тренерському містку у сезоні 2020/21 років очолював чернігівців у Другій лізі України. У квітні 2021 році звільнений з займаної посади, на тренерському містку «Чернігова» його замінив Валерій Чорний.

## Досягнення

### Як тренера
ФК «Чернігів»
- Чемпіонат Чернігівської області
  -  Чемпіон (1): 2019[15]
- Кубок Чернігівської області
  -  Володар (1): 2012[16]